# Source Engine
A Source Engine a Valve Corporation által fejlesztett 3D-s videójáték-motor, amely Microsoft Windowsra, Linuxra, OS X-re , Xboxra, Xbox 360-ra, és PlayStation 3-ra jelent meg.
2004-ben debütált a Counter-Strike: Source nevű játékkal, majd a nem sokkal utána megjelenő Half-Life 2 is ezt használta. Más játékokban is használják, például a Team Fortress 2-ben, a Portalban, a Left 4 Deadben, a Dark Messiah of Might and Magicben, a Mabinogi Heroesban, a Vampire: The Masquerade – Bloodlinesban, a The Stanley Parable-ben, az Underhellben és a Postal 3-ban. Majd a 2019-ben debütáló Apex Legends is ezt használta.

## A motor tulajdonságai
A teljes lista a Valve Software honlapján található.
- OpenGL renderelés OS X és Linux rendszereken.
- Direct3D-alapú renderelés. Legkorábbi elérhető verzió a 6-os.
- Nagy dinamikatartományú képgenerálás (HDR). A Half-Life 2: Lost Coast kiadásával Source modularitásának az első jelentős példája volt.
- Sávszélesség-hatékony fizikai motor. A Havok fizikai motor jelentősen módosított változatát használja.
- Mindenféle emberi és nem-emberi arci mozgás, Paul Ekman professzor Arctevékenység-kódoló Rendszere alapján.
- Életszerű világítás és árnyékolás.
- Hozzáférés a forráskód jelentős részéhez a modkészítőknek (lásd: Source SDK)
- Teljes mértékben C++-ban íródott.
- Kifejezetten az ATI videókártyákra optimalizálták.
- Támogatja az Xbox 360-at.

## Eszközök

### Source SDK
A Source SDK a Source Engine szoftverfejlesztői csomagja, amely számos olyan eszközt tartalmaz, amit a Valve is használt a videójátékaikban szereplő tárgyak megalkotásához. A csomag számos parancssoros programot tartalmaz, melyekkel speciális funkciókat lehet tervezni, illetve néhány felhasználói felülettel rendelkező programot is, melyek a komplexebb funkciókat látják el. A Source SDK ingyenes, különálló eszközcsomagként jelent meg a Steamen keresztül, a letöltéséhez azonban meg kell vásárolni legalább egy Source-játékot. A Left 4 Dead 2008 év végi megjelenése óta a Valve elkezdett „szerzői eszközöket” közzétenni a különálló játékokhoz, melyekben ugyanazon az eszközök szerepelnek az adott játék Source-kiadásához igazítva. Miután a Team Fortress 2 ingyenesen játszható lett a Source SDK gyakorlatilag az összes Steam-felhasználónak is ingyenes lett. Amikor bizonyos Source-játékokat felfrissítették a Source 2013-ra, akkor a régebbi Source SDK-kat kivezették.
A Source SDK három programot tartalmaz: a Hammer Editort, a Model Viewert és a Face Posert. A Hammer Editor a Source hivatalos pályaszerkesztője, és a szoftverfejlesztői csomagban található renderelési és fordítási eszközökkel, a bináris állományelválasztás (BSP) metódus alapján lehet vele pályákat megalkotni. Az eszköz eredetileg Worldcraft néven volt ismert és a Valve felvásárlása előtt Ben Morris fejlesztette. A Model Viewer programban a felhasználók megnézhetik a játékokban használt modelleket, illetve számos egyéb felhasználása is van, így például a fejlesztők a program segítségével megnézhetik a modelljeiket és azok animációit vagy a kapcsolási pontjait. A Face Poser eszköz az arcanimációs rendszerekhez ad hozzáférést. A programban szerkeszteni lehet a modellek arcmimikáját, gesztusaiat és mozgásait, a kimondott beszédhez lehet igazítani a szájuk mozgását, illetve meg lehet nézni, hogy ezek hogyan néznek ki a játék motorjában.

## Modularitás, és jelentős fejlesztések
A Source-t azért készítették el, hogy visszafelé is kompatibilis legyen. A Steammel a Valve Corporation bevezette az automatikus frissítést a motor legfrissebb kiadására a régi verziójú felhasználók között. Ez a gyakorlatban azt jelenti, hogy más keretrendszerektől, motoroktól eltérően a Source Engine nem rendelkezik verziószámozással, helyette mindig ugyan azt a verziót frissítik és teszik elérhetővé az azt használók részére.
Ez nem sikerült amikor kiadták a Half-Life 2: Episode One-t, és a The Orange Box-ot, mindkettő egy új típusú verziót adott ki a Source-ból, amely nem tudott régebbi játékokat, és modokat futtatni, míg a fejlesztők át nem írták a kódot, valamint a tartalmát. Ezekben az esetekben át kellett költözni az új motorra, ami azonban a modok teljes újrafejlesztését jelentette.
Nagy dinamikatartományú képgenerálás (2005, Day of Defeat: Source)
Egy réskamera szimulációja, és segítség, a hibás effektek és fényerősség beállítására. A játék összes árnyalójának újraírása szükséges.
Finom részecskék (2007, The Orange Box)
Egy vezető irányítású, multiprocesszorra tervezett részecske rendszer. Más rendszerektől eltérően, a részecskék nincsenek 3D-s geometriára rögzítve.
Xbox 360 támogatás (2007, The Orange Box)
A Valve Xbox 360-ra is kiadta az Orange Box-ot, és engedélyezte a konzolt, nem úgy, mint PS3-on. Engedélyezi a cross-platform-ot, és az Xbox 360 integrációt.
Mac OS X támogatás (2010)
2010 áprilisában kezdte el a Valve a Source-ot használó játékok portolását Mac OS X-re, OpenGL segítségével. A következő játékok lettek elérhetőek Steamen Mac alatt: Left 4 Dead, Left 4 Dead 2, Team Fortress 2, Counter-Strike: Source, Portal, Portal 2, Counter-Strike: Global Offensive, Day of Defeat: Source, és a Half-Life sorozat. Az összes jövőbeni játékot kiadják Macre is.
Linux támogatás (2012)
2012 októberében a Team Fortress 2 portolásával kezdődött a Steam linuxos változatának zárt bétájának indulása.